# Леная
Леная (на старогръцки: Λήναια, Lēnaia), също Ленеи или Ленайски игри, е фестивал в Древна Гърция в чест на бог Дионис.
Първо игрите се празнуват в Ленайон, днешния район Дионисос Ленайос на Агората на Атина, а от средата на 5 век пр.н.е. – в Дионисовия театър на южната част на Акропола.
Тридневните фестивални игри се провеждат през януари-февруари. За разлика от Дионисиите при тях се играят най-вече комедии, само 2 трагедии и никакви сатирни драми.

## Победители
- Магнес: 11 победи при Ленеите и Дионисиите
- Кратин: 3 победи при Ленеите (6 победи при Дионисиите)
- Телеклеид: 5 победи при Ленеите (3 победи при Дионисиите)
- Ферекрат: 2 победи при Ленеите (1 победа при Дионисиите)
- Хермип: 4 победи при Ленеите (най-малко 1 победа при Дионисиите)
- Евполид: 3 победи при Ленеите (4 победи при Дионисиите)
- Аристофан: най-малко 4 победи при Ленеите (най-малко 2 победи при Дионисиите)
- Платон: най-малко 1 победа при Дионисиите
- Фриних: 2 победи при Ленеите (най-малко 1 победа при Дионисиите)

- 429 пр.н.е. – Фриних
- 428/427 пр.н.е. – Миртил
- 427/426 пр.н.е. – Евполид
- 425 пр.н.е. – 1. награда Аристофан (Ахарняне); 2. място Кратин (Презимуващите); 3. място Евполид (Новолуние)
- 424 пр.н.е. – 1. награда Аристофан (Рицарите)
- 422 пр.н.е. – Аристофан (Осите)
- 421 пр.н.е. – Евполид (Марикас) ?
- 416 пр.н.е. – Евполид (Бояджийките) ?
- 412 пр.н.е. – Евполид (Демите) ?
- 411 пр.н.е. – Аристофан (Лисистрата)
- 405 пр.н.е. – 1. награда Аристофан (Жабите); 2. място Фриних (Музите); 3. място Платон (Клеофон)